# تریچپوس زیلانیکوس
تریچپوس زیلانیکوس (نام علمی: Trichopus zeylanicus) نام یک گونه از تیره تمیسیان است.

## نگارخانه

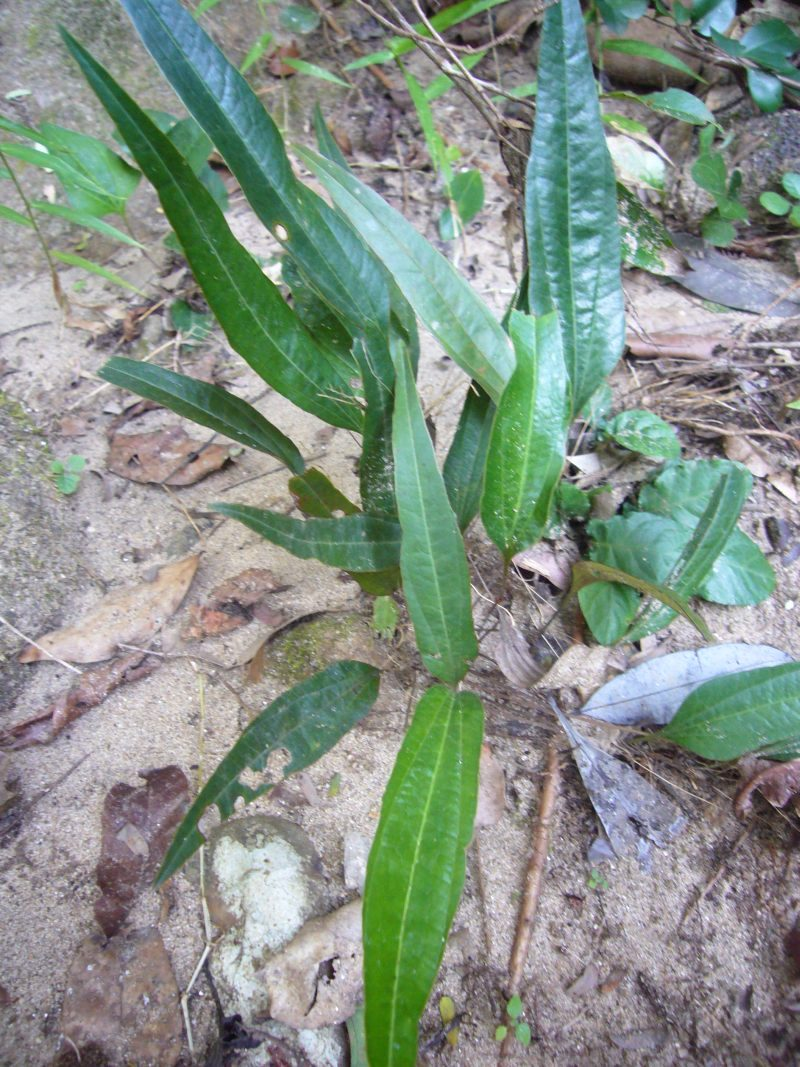
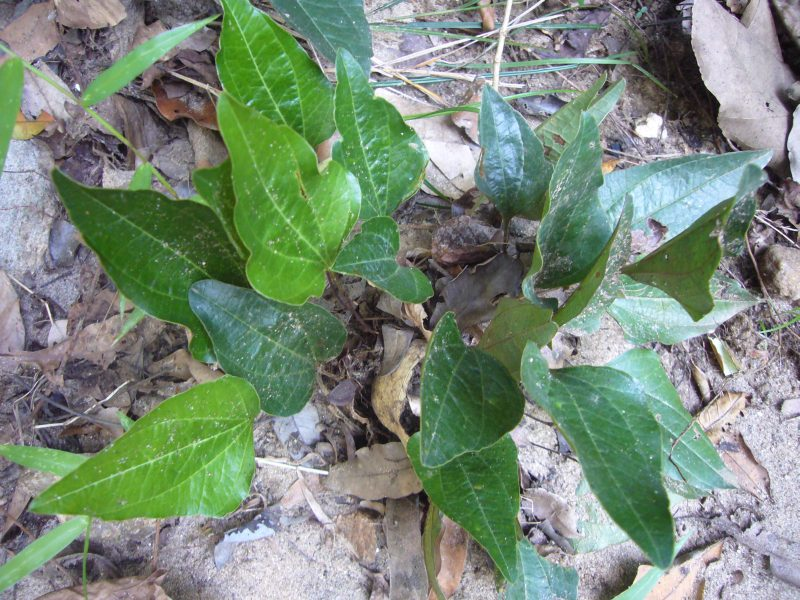
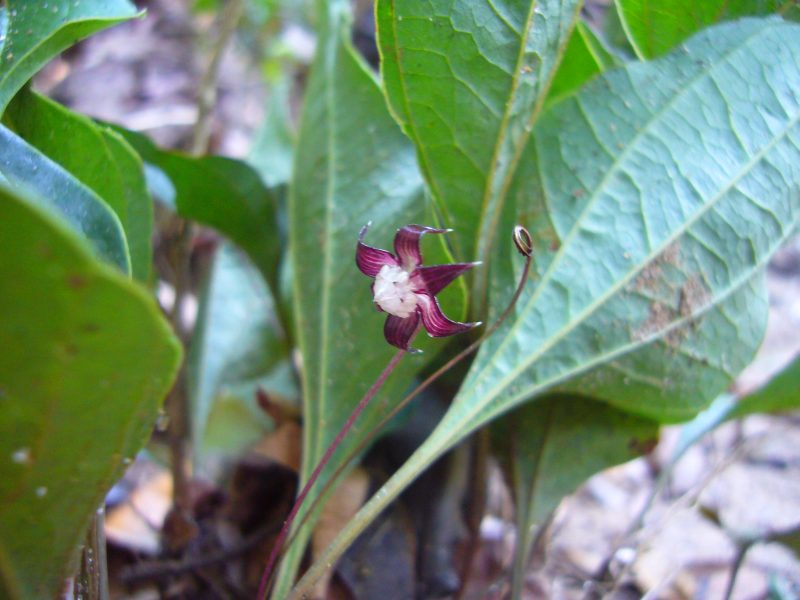
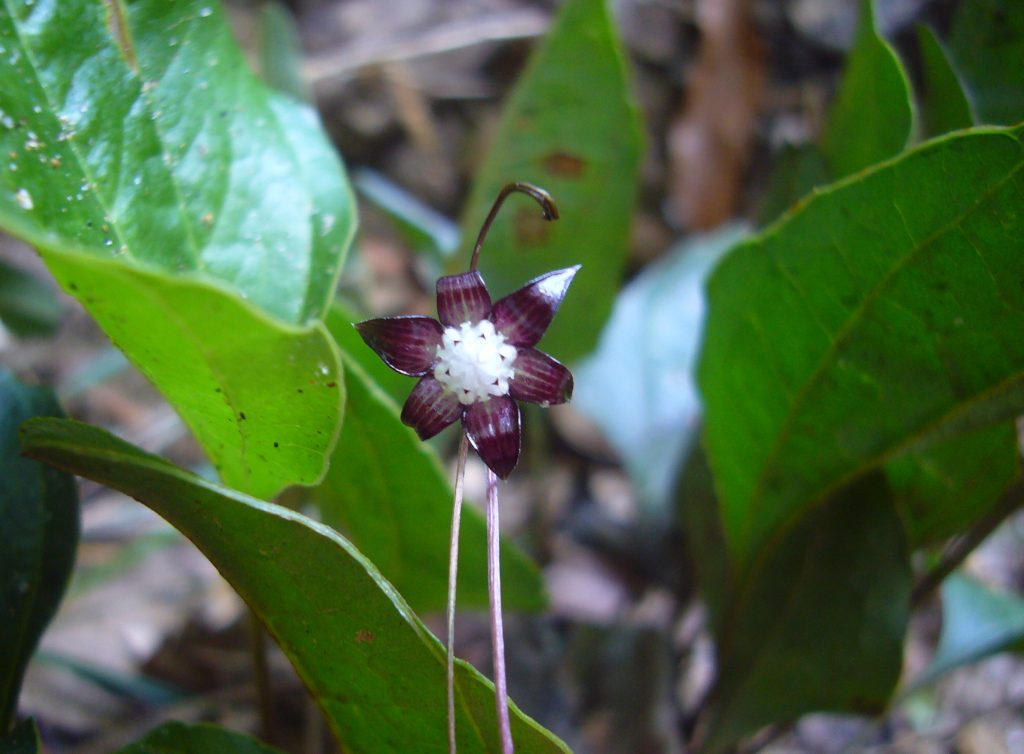
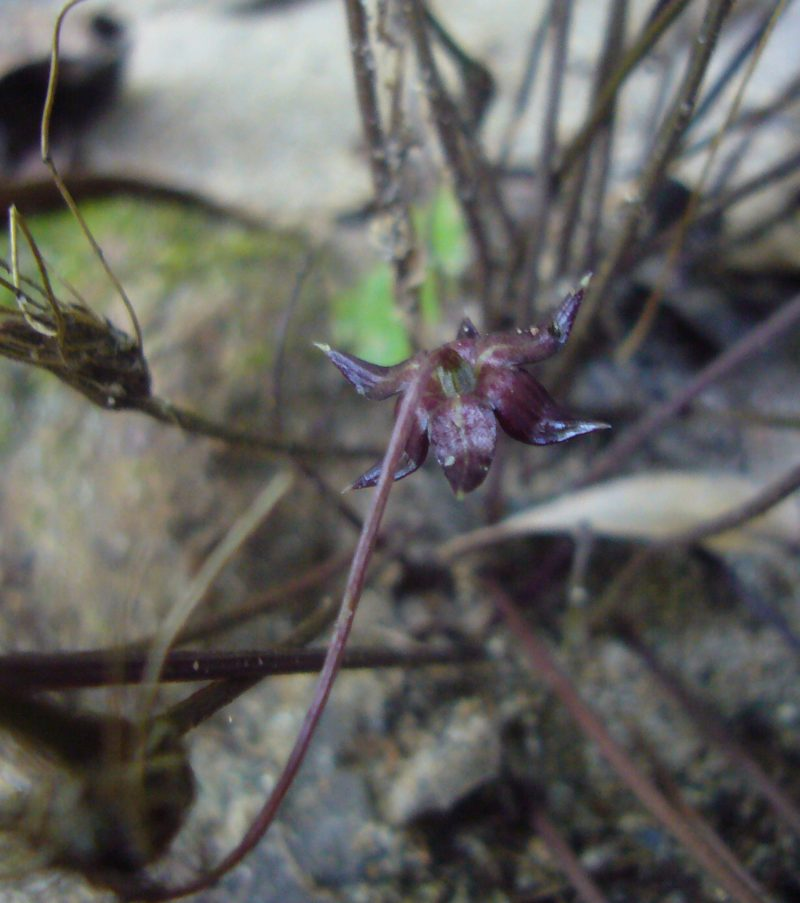
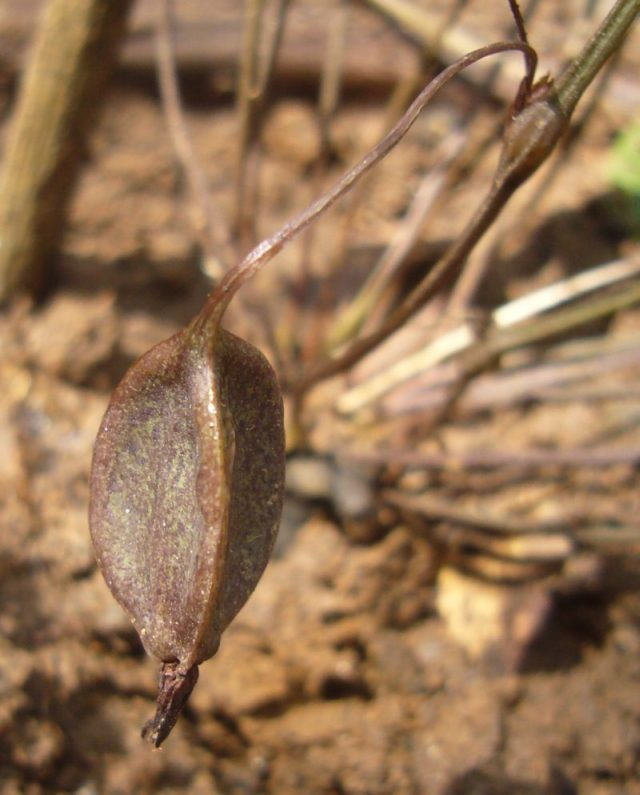